# Die Rückseite des Spiegels
Die Rückseite des Spiegels – Versuch einer Naturgeschichte menschlichen Erkennens ist der Titel eines Buches (Erstveröffentlichung 1973) von Konrad Lorenz (1903–1989), das er als sein Hauptwerk bezeichnet hat.
Lorenz erörtert in diesem Werk das Zusammenspiel von genetischen und zivilisatorischen Einflüssen auf das Erkenntnisvermögen des Menschen. Seine philosophischen Betrachtungen entwickeln sich vor dem Hintergrund einer als Gen-Kultur-Koevolution beschreibbaren Sichtweise, der zufolge von einer gegenseitigen Beeinflussung und Abhängigkeit zwischen biologischen Evolutionsfaktoren und soziokultureller Evolution ausgegangen wird. Das Verhalten des Menschen, insbesondere sein Erkenntnisvermögen (der „Spiegel“), wird dieser philosophischen Theorie zufolge sowohl durch angeborene Verhaltensweisen (die „Rückseite“) als auch durch kulturelle Traditionen beeinflusst.
Wie andere Vertreter der Gen-Kultur-Koevolution vor ihm versucht Konrad Lorenz über anekdotische Einzelfälle hinaus allgemein die zugrundeliegenden systematischen Beziehungen, Wechselwirkungen und Gesetzmäßigkeiten zwischen der biologischen und kulturellen Evolution bzw. zwischen dem genetisch bedingten, instinkthaften und dem gelernten, kulturellen Verhalten zu bestimmen und zu klären. Ziel solcher Analysen ist eine umfassende Erklärung des menschlichen Verhaltens und – hierauf gründend – die Möglichkeit einer Voraussage der weiteren kulturellen Evolution.

## Die der Gen-Kultur-Koevolution zugrundeliegende Schichtung des Seins in der Evolution
Konrad Lorenz vertritt in Anlehnung an den Philosophen Nicolai Hartmann die Theorie der Schichtung des Seins; er bezieht das im Gegensatz zu Hartmann jedoch auf die Evolution. Die Andersartigkeit von genetischem und kulturellem Sein verleitet dazu, beide Bereiche als grundsätzlich getrennt und unvereinbar zu sehen; die Theorie der geschichteten Systeme erklärt diese Andersartigkeit und stellt zugleich beides als ein letztlich einheitliches und zusammengehöriges System dar. Die Gen-Kultur-Koevolution versteht sich als Bestandteil dieses theoretischen Konzepts.
Die vier großen Schichten des Seins in der Natur sind nach Nicolai Hartmann das Anorganische des Materiellen, das Organisch-Lebendige der Pflanzen, das Seelisch-Emotionale der Tiere und das Kulturell-Geistige des Menschen (Lorenz 1987, S. 58). Die Schichtung ist dadurch bedingt, dass unter bestimmten Bedingungen plötzlich völlig neue Eigenschaften entstehen können (Lorenz benutzt hierfür den Begriff Fulguration (fulgur = der Blitz)), wie etwa das Lebendige aus dem Materiellen, die vorher auch nicht in Andeutungen (Lorenz 1987, S. 49) vorhanden gewesen sind und die darin dann eine neue Schicht bedingen und bilden. Als anschauliches Beispiel führt Konrad Lorenz dazu eine elektrische Schaltung an (Lorenz 1987, S. 48–49), bei der durch das richtige Zusammenschalten eines Kondensators mit einer Spule die völlig neue Systemeigenschaft der elektrischen Schwingung entsteht. Die neue Qualität (Schwingung) ist weder bei dem Untersystem des Kondensators noch dem der Spule allein zu erkennen.
So stellt Konrad Lorenz mit den Worten von Nicolai Hartmann fest, nun aber angewendet auf die Evolution, dass die Welt bei aller Mannigfaltigkeit und Heterogenität keineswegs der Einheitlichkeit entbehrt. Das System der Welt ist ein Schichtenbau, bei dem es von Schicht zu Schicht das Einsetzen neuer Gesetzlichkeiten und kategorialer Formungen gibt, „zwar in Abhängigkeit von der niederen, aber doch in aufweisbarer Eigenart und Selbständigkeit gegen sie“ (Lorenz 1987, S. 58). Die speziellen Eigenschaften des niederen Systems sind dabei in den Höheren enthalten, aber nie umgekehrt. Das alles gilt dann auch für das geistig-kulturelle Sein des Menschen, d. h., es ist ebenso wie die Schwingungen der elektrischen Schaltung oder die Lebendigkeit des organischen Seins in der speziellen Neuheit und Andersartigkeit bezüglich des Vorangegangenen, Instinkthaften nicht auf übernatürliche Einflüsse zurückzuführen. Obwohl auch hier völlig neue Eigenschaften praktisch wie aus dem Nichts entstanden sind, sind sie letztlich doch nur mit Hilfe und aufgrund des Vorangegangenen bzw. der Untersysteme verstehbar, wenn auch dort in keiner Weise als solche zu finden.

## Die Entstehung und der Vorteil der geistig-kulturellen Schicht in der Evolution
Während der Übergang und die Kluft zwischen Pflanze und Tier die bis heute rätselhafte Neuerung darstellt, in der aus chemisch-physikalischen Strukturen und Gesetzen das Empfinden, Erleben und (Raum-Zeit-)Bewusstsein entsteht (Lorenz 1987, S. 215), betreffen die beiden anderen Übergänge oder Kluften zwischen den Schichten, also die zwischen dem materiellen und dem lebendigen Sein sowie die zwischen Tier und Mensch, beide die Informationsgewinnung, -speicherung und -weitergabe (Lorenz 1987, S. 216). Für das Entstehen des lebendigen Seins, seine Weiterentwicklung und damit für den Prozess der Evolution selbst war das Gewinnen und die Speicherung von Informationen nach Lorenz unabdingbar, sondern ist sogar damit gleichzusetzen (Lorenz 1987, S. 216). Das wurde von den ersten Anfängen des Lebendigen bis zum Tier allein durch das genetische System geleistet, erfuhr in dem Übergang zum geistigen Sein des Menschen dann jedoch eine revolutionierende Neuerung. Konrad Lorenz beschreibt das Entstehen der neuen Schicht des spezifisch menschlichen Seins und seines großen evolutionären Vorteils folgendermaßen:
Während all der gewaltigen Epochen der Erdgeschichte, während deren aus einem tief unter den Bakterien stehenden Vor-Lebewesen unsere vormenschlichen Ahnen entstanden, waren es die Kettenmoleküle der Genome, denen die Leistung anvertraut war, Wissen zu bewahren und es, mit diesem Pfunde wuchernd, zu vermehren. Und nun tritt gegen Ende des Tertiärs urplötzlich ein völlig anders geartetes organisches System auf den Plan, das sich unterfängt, dasselbe zu leisten, nur schneller und besser. […] Es ist daher keine Übertreibung zu sagen, dass das geistige Leben des Menschen eine neue Art von Leben sei. [Kursive Hervorhebung durch K.L.] (Lorenz 1987, S. 217).
Der entscheidende evolutionäre Vorteil des neuen Systems oder der neuen Schicht betrifft nicht die äußere, körperliche Form des Seins, die wird weiterhin ausschließlich genetisch bestimmt, sondern nur das Verhalten. Der Vorteil ist der, dass eine notwendige Verhaltensanpassung, zu der das alte genetische System mit seiner Technik von Mutation (bzw. der Neu-Kombination in der Verschmelzung der Geschlechtszellen) und Selektion auf der Gen-Ebene unter Umständen Zehntausende oder mehr von Jahren benötigt hätte, mit dem neuen geistigen System im Idealfall in Sekunden zu bewerkstelligen ist. Das neue geistige System abstrahiert die sinnlich wahrgenommene Welt und führt Anpassungen und Verbesserungen auf dieser begrifflichen Abstraktionsebene aus, letztlich durchaus auch nach der Technik von zufälligem Probieren und Selektieren, nur eben viel schneller und effektiver als auf der körperlichen und genetischen Ebene.
Genauso wie eine Verhaltensanpassung und -verbesserung im neuen System nicht auf der genetischen Ebene gefunden wird, wird sie auch nicht dort gespeichert und weitergegeben. Das geschieht alles auf der Abstraktionsebene der neuen Schicht, die von jedem Individuum erst während des Lebens aufgebaut und erweitert wird, und zwar durch das, was wir Lernen nennen. Das Mittel insbesondere der Informationsweitergabe und des Informationsaustausches ist hierbei nicht das Genom und die geschlechtliche Fortpflanzung, sondern es ist die Sprache. Ein Schritt der Informationserneuerung und -verbreitung dauert nun nicht mehr mindestens eine Generation, sondern liegt bei der Sprache im Bereich von Sekunden. Das entspricht bei einer etwa 20-jährigen Generationenfolge einer mehrere millionenfachen zeitlichen Beschleunigung, und das nicht nur zwischen zwei Individuen, wie bei der genetischen Informationsweitergabe und -änderung, sondern mit der heutigen Technik im Extremfall zwischen Millionen oder gar Milliarden von Individuen. Konrad Lorenz drückt es mit einem einfachen Beispiel aus: „Wenn ein Mensch der Urzeit Pfeil und Bogen erfand, so besaß fortan nicht nur seine Nachkommenschaft, sondern seine gesamte Sozietät und in weiterer Folge vielleicht sogar die ganze Menschheit diese Werkzeuge“ (Lorenz 1987, S. 218). Am Genom änderte sich dabei nicht das Geringste.
Wenn die Informationsgewinnung und -verbreitung als entscheidender Aspekt des evolutionären Lebens betrachtet wird, so ist es tatsächlich keine Übertreibung, wie Konrad Lorenz nach dem obigen Zitat das geistige Sein des Menschen als eine neue Art von Leben zu betrachten. Die Errungenschaften des menschlichen Seins waren nur mit diesem neuen, geistigen System möglich, das dabei nicht auf übernatürlichen Einflüssen beruht, sondern auf einer revolutionierenden Neuerung der Informationsgewinnung und -verbreitung.

## Die Verhältnisse zwischen der instinkthaften und der geistigen Schicht im menschlichen Sein als Gen-Kultur-Koevolution
Das durch die ältere Schicht unseres Seins bedingte Verhalten ist genetisch gespeichert und die Verhaltenssteuerung geschieht auf dieser Ebene oder Schicht durch die Emotionen. Die emotionale Sphäre mit ihren vielen phylogenetisch fixierten, geerbten Elementen spielt dabei nach Konrad Lorenz „eine ... wesentliche Rolle bei der Motivation unseres sozialen Verhaltens“ (Lorenz 1987, S. 229). In der geistigen Schicht des Menschen werden die sinnhaften Wahrnehmungen der darunterliegenden Schicht in den Begriffen des Denkens und der Sprache abstrahiert und die dabei gefundenen Informationen auch nur in dieser Weise angewendet und tradiert. Beide Systeme funktionieren nach ihren eigenen Gesetzmäßigkeiten, was mit den Worten von Konrad Lorenz leicht zu der Vorstellung führt, „dass es sich um zwei Prozesse handele, die vikariierend für einander eintreten können, aber sonst beziehungslos nebeneinander herlaufen und ursächlich nichts miteinander zu tun hätten“ (Lorenz 1987, S. 226). Verstärkt wird diese falsche Vorstellung dadurch, dass allgemein nicht gesehen wird, dass das emotionale menschliche Verhalten von den Genen gesteuert wird. So wird die natürliche Evolution nur auf das körperliche Sein des Menschen bezogen und das geistige und kulturelle Sein wird davon strikt getrennt gesehen und oft auf übernatürliche Ursachen zurückgeführt. Nach Lorenz wird so die kulturelle Entwicklung „mit einer gewissermaßen horizontalen Abgrenzung“ scharf von den Ergebnissen der vorangegangenen Stammesgeschichte abgesetzt (Lorenz 1987, S. 226).
Doch beide Prozesse haben trotz ihrer Verschiedenartigkeit sehr wohl etwas miteinander zu tun. So schreibt Konrad Lorenz, dass in Wirklichkeit der Mensch durch ein typisches stammesgeschichtliches Werden zu dem Kulturwesen geworden ist, das er heute ist. „Die Umkonstruktion, die das menschliche Gehirn unter dem Selektionsdruck des Kumulierens von traditionellem Wissen erfahren hat, ist kein kultureller, sondern ein phylogenetischer Vorgang“ (Lorenz 1987, S. 226–227). Das betrifft dann nicht nur etwas in einer fernen evolutionären Vergangenheit Liegendes, sondern es betrifft die Sprache als den tragenden Bestandteil unseres geistigen und kulturellen Seins im Hier und Jetzt. Lorenz stellt fest, dass gewisse Strukturen des Denkens bei allen Völkern und Kulturen gleich und daher angeboren sind (Lorenz 1987, S. 229). Jedes Kind hat „bestimmte Regeln der Satzbildung von vornherein zu eigen“, das Kind lernt so „nicht im eigentlichen Sinne das Sprechen, es lernt nur Vokabeln“ (Lorenz 1987, S. 231). Bezüglich des Falles eines taub und blind geborenen Kindes, der von Lorenz namentlich erwähnten Helen Keller, die trotz des Ausfalls der zwei wichtigsten Sinne über die Tastempfindungen lesen lernte, lernt ein Mensch die Sprache genau wie ein Vogel fliegen lernt, „der kann es nämlich auch angeborenermaßen“ (Lorenz 1987, S. 235). Dass der Sprache als tragender Bestandteil des neuen Informationssystems ein instinkthaftes Verhalten zugrunde liegt, das hierbei in einem ganz bestimmten Zeitfenster ausgelöst wird, lässt sich auch an dem seltsamen Umstand erkennen, dass allgemein die Sprache von jedem Kleinkind schneller und gleichzeitig besser gelernt wird als von jedem Erwachsenen auf dem Höhepunkt seiner geistigen Leistungsfähigkeit. Der Mensch ist so mit einem Zitat von Arnold Gehlen „von Natur aus ein Kulturwesen“ (Lorenz 1987, S. 238).
Trotz der Verschiedenartigkeit sind beide Verhaltenssteuerungen des Menschen nicht nur im Fall der Sprache, sondern allgemein eng miteinander verzahnt. So finden nach Konrad Lorenz auch die erstaunlichen Widersprüche des sozialen menschlichen Verhaltens etwa der Kriege und Verbrechen „eine zwanglose Erklärung und lassen sich lückenlos einordnen, sowie man sich zu der Erkenntnis durchgerungen hat, dass das soziale Verhalten des Menschen keineswegs ausschließlich von Verstand und kultureller Tradition diktiert wird, sondern immer noch allen jenen Gesetzlichkeiten gehorcht, die in allem phylogenetisch entstandenen instinktiven Verhalten obwalten, Gesetzlichkeiten, die wir aus dem Studium tierischen Verhaltens recht gut kennen“ (Lorenz 1984, S. 223). Diese natürliche Erklärung erstreckt sich dann durch folgenden Umstand noch weiter: Das geistig-kulturelle Verhaltenssystem kann die genetisch gespeicherten Informationen nicht verändern, wodurch ein unangepasstes genetisch codiertes Verhalten nicht eliminiert, sondern nur kulturell überdeckt wird. Ein unangepasstes genetisch codiertes Verhalten stellt so eine andauernde Bedrohung oder Verführung dar und kann jederzeit wieder hervorbrechen. Der geistig-kulturelle Fortschritt des Menschen bedarf daher einer stetigen kulturellen Kontrolle, besonders in Situationen, die die Auslösereize eines unangepassten instinktiven Verhaltens ansprechen. Diese Kontrolle und Gewährleistung wird einerseits durch die Religion geleistet und andererseits durch das Rechtswesen. Die „Sündhaftigkeit“ des Menschen findet hier eine ganz natürliche Erklärung, die allein durch die speziellen Eigenschaften der verschiedenen Schichten seines Seins und Verhaltens bedingt und darin kennzeichnend für die Gen-Kultur-Koevolution ist.

## Das Ende der genetischen Evolution beim Menschen und die Problematik der weiteren kulturellen Evolution
Der kulturelle Fortschritt, der das instinkthafte „Recht des Stärkeren“ durch das kulturelle Rechtswesen ersetzt, hatte zusammen mit dem weiteren technischen Fortschritt eine folgenreiche Auswirkung auf das alte evolutionäre System, die sich zwar kurzfristig in evolutionären Maßstäben so gut wie gar nicht bemerkbar macht, die aber doch einen bedeutungsvollen und symbolträchtigen Schritt in dem Verhältnis zwischen der biologischen und der kulturellen Evolution darstellt. Es gibt auf der Ebene der Gene beim Menschen zwar noch Mutationen, durch chemische und physikalische Belastungen heute wahrscheinlich sogar mehr als früher, doch es gibt durch das veränderte zwischenmenschliche Verhalten und die durch den technischen Fortschritt erreichte Unabhängigkeit von den Naturlaunen und -gewalten so gut wie keine Selektion mehr. Gewalt und Krieg als Mittel und Ausdruck des archaischen Rechts des Stärkeren sind weitgehend überwunden, zumindest so weit, dass sie keinen systematischen selektiven Einfluss auf die genetische Fortpflanzung mehr haben. Eine genetische Selektion kann es nur geben, wenn eine bestimmte und darin angepasste genetische Form systematisch größere Chancen als andere hat, sich fortzupflanzen und zu verbreiten. Doch genau dieser Mechanismus wirkt beim modernen Menschen auf der genetischen Ebene nicht mehr, „hier ist die Selektion aufgehoben worden“ (Monod, S. 143).
Es gibt daher beim Menschen keine evolutionäre Weiterentwicklung oder Veränderung mehr, die über die genetische Ebene erfolgt, es gibt aber sehr wohl noch die Formung und Beeinflussung des menschlichen Seins und Verhaltens durch den bisher erreichten und nicht mehr zu verändernden Stand des Genoms – u. a. dadurch, dass das neue System durch das alte hervorgebracht wird. Durch die kulturelle Weiterentwicklung und die Auseinandersetzung mit den nicht mehr veränderbaren instinktiven Verhaltensweisen, von denen aufgrund der kulturellen Weiterentwicklung mehr und mehr unangepasst werden, ist die weitere Gen-Kultur-Koevolution des Menschen bestimmt und bedingt.
Ein gutes Beispiel für die Problematik dieser Art der Gen-Kultur-Koevolution ist etwa die Steuerung der Nahrungsaufnahme, die in ihrer genetisch bedingten Justierung nicht mehr richtig auf die heutige Lebensweise passt. Das Erkennen dieser Unangepasstheit des Verhaltens mitsamt den Konsequenzen und der Wille und Wunsch der Anpassung reicht oft nicht aus, um die instinkthaften Einflüsse zu berichtigen. Die Folge ist, dass die Menschen heute nicht mehr durch Naturgewalten und Kriege vorzeitig ums Leben kommen, sondern durch Übergewicht, falsche Ernährung und dadurch bedingte Zivilisationskrankheiten, obwohl sie um die Ursachen und die Folgen wissen. Das Scheitern der vielen willentlichen und darin geistig-kulturellen Anpassungsmaßnahmen wie etwa in Form der vielfältigen Diäten ist in diesem einfachen und grundlegenden menschlichen Verhalten ein gutes und aussagekräftiges Beispiel für die Macht des instinktgesteuerten Verhaltens und damit auch für die Art und Problematik der heutigen Gen-Kultur-Koevolution.
Konrad Lorenz spricht eine weitere der neuen Gefahren an, wenn er seinen Lehrer Oskar Heinroth mit den Worten zitiert, dass „das Arbeitstempo des westlichen Zivilisationsmenschen das dümmste Produkt intraspezifischer Selektion“ sei (Lorenz 1984, S. 47). Das sei ein unangepasstes Verhalten, das der Mensch allgemein nicht einmal in dieser Unangepasstheit erkannt hat. Die Technik macht heute vieles möglich, von der Atombombe bis zur künstlichen genetischen Änderung des menschlichen Seins. Doch nicht alle möglichen technischen Entwicklungen sind auch sinnvoll, vernünftig und angepasst, und zwar in Hinblick auf das Gesamtsystem des Lebens. Das exzessive Streben nach immer mehr wirtschaftlichem Wachstum wird von Konrad Lorenz als Hast bezeichnet, in die sich die industrialisierte und kommerzialisierte Menschheit als (kultureller) Wettbewerb zwischen Artgenossen hineingesteigert hat (Lorenz 1984, S. 47). Angesichts eines überbevölkerten und begrenzten Ökosystems Erde ist dieses Verhalten besonders langfristig gesehen äußerst unvernünftig und unangepasst. Das wird heute zum Teil durchaus auch erkannt, wobei die Beibehaltung oder gar Steigerung dieses Verhaltens den Verdacht nahelegt, dass hier instinktive, archaische Verhaltensweisen die Fäden in der Hand halten, wie besonders die nach wie vor dominanten nach Macht, Reichtum und Rang. Diese sind oder werden so durch die heutigen Umstände genau wie eine exzessive Nahrungsaufnahme unvernünftig und unangepasst, obwohl sie uns als diese Verhaltensweisen und Werte so vertraut sind und gefühlsmäßig weiterhin als bewährt, gut und richtig erscheinen – eine Sackgasse der Evolution.

## Eine mögliche bevorstehende Wende in der kulturellen Evolution des Menschen
Konrad Lorenz schreibt, „dass der Mensch als Spezies an einer Wende der Zeiten steht, dass eben jetzt potentiell die Möglichkeit zu ungeahnter Höherentwicklung der Menschheit besteht“ (Lorenz 1987, S. 304). Diese Höherentwicklung und Wende kann angesichts der bisherigen Gen-Kultur-Koevolution gemäß der Kritik von Lorenz nicht durch ein immer größeres materielles Wachstum erreicht werden, wie es heute noch allgemein als Fortschritt angenommen wird, sondern durch „eine auf naturwissenschaftlichen Erkenntnissen sich aufbauende Selbsterkenntnis der Kulturmenschheit“ (Lorenz 1987, S. 303). Dadurch würde gemäß Konrad Lorenz das kulturelle geistige Streben der Menschheit auf eine höhere Stufe gehoben. Die Zukunft kann im Sinne einer stetigen Weiterentwicklung der Gen-Kultur-Koevolution so nur in einem geistigen Wachstum liegen, was darin im Gegensatz zum materiellen Wachstum dem ureigensten menschlichen Wesen oder der neuen geistigen Schicht entspricht. Dadurch würde dem Geistigen und Kulturellen in der Gen-Kultur-Koevolution endgültig zum Durchbruch und zum bestimmenden und dominanten Teil verholfen.
Entscheidender Aspekt dieses geistigen und kulturellen Fortschritts wäre es dann, dass allgemein mit Verstand und Vernunft überhaupt erst einmal erkannt wird, dass das menschliche Verhalten geschichtet ist und aus zwei völlig unterschiedlichen Quellen gespeist und beeinflusst wird, und zwar zwei rein natürlichen Quellen. Allein darin liegt auch das umfassende und wirkliche Verständnis einer Gen-Kultur-Koevolution. Es ist in dieser Umfassendheit dann das, was Konrad Lorenz meinte, wenn er sagte, dass es eine reflektierende Selbsterforschung der menschlichen Kultur bisher auf unserem Planeten nie gegeben hat (Lorenz 1987, S. 304). Diese reflektierende Selbsterforschung der menschlichen Kultur ist im Verständnis von Konrad Lorenz nur möglich, wenn der Mensch die biologische Grundlage erkennt, die sein geistiges Sein und seine Kultur erst hervorgebracht hat, und er diesen natürlichen Vorgang nicht übernatürlich begründet und dadurch verdeckt. Zentrale Aussage der Gen-Kultur-Koevolution sowie eines Fortschritts darin ist somit die von Konrad Lorenz, „dass auch im sozialen Verhalten des Menschen Instinkthaftes enthalten sei, das durch kulturelle Einwirkungen nicht verändert werden kann“ (Lorenz 1987, S. 303).